# Sporting Clube de Portugal
Lo Sporting Clube de Portugal (pron. [ˈspɔɾtĩɡ ˈklub(ɨ) dɨ puɾtuˈɡaɫ]), meglio noto come Sporting o, in lingua italiana, come Sporting Lisbona (in modo, tuttavia, del tutto erroneo; Euronext: SCP), è una società polisportiva portoghese, con sede nella città di Lisbona. Attivo in numerose discipline, il club è noto a livello internazionale principalmente per la sua sezione calcistica, che milita nella Primeira Liga, la massima divisione del campionato portoghese, dalla quale non è mai retrocesso.
Fondato nel 1906 come Sport Club de Belas, divenne Campo Grande Sporting Club nel e assunse la denominazione attuale nel 1917.
È, insieme al Benfica e al Porto, una delle tre grandi (Os Três Grandes) del calcio lusitano. È la terza squadra portoghese per numero di trofei vinti, dietro a Benfica e Porto, avendo vinto 21 titoli nazionali, 18 coppe nazionali, quattro coppe di Lega, nove supercoppe nazionali e, a livello internazionale, una Coppa delle Coppe (nel 1963-1964, unica squadra portoghese ad avere vinto questo trofeo); ha altresì giocato la finale della Coppa UEFA 2004-2005, uscendone sconfitta nel proprio stadio. Prima della nascita delle competizioni UEFA, il club disputò una finale di Coppa Latina nel 1949, perdendo contro il Barcellona.
Gioca le partite casalinghe allo Stadio José Alvalade, impianto da 50 095 posti a sedere. Possiede inoltre un centro di allenamento di prima qualità, l'Academia Sporting di Alcochete. I colori sociali sono il verde e il bianco.
A livello sportivo vive la più intensa rivalità con i concittadini del Benfica, con cui gioca il derby de Lisboa.

## Storia
(José Alvalade)
Lo Sporting viene fondato nel 1906 su impulso di José Alvalade, che insieme ad altri era uscito dal Campo Grande Foot-Ball Club perché in disaccordo con la politica che esso stava seguendo: gli eventi organizzati erano volti per lo più alle semplice socializzazione. Così riesce a farsi dare da suo nonno, che era anche presidente del Campo Grande, i soldi per fondare un nuovo club, che viene riconosciuto nel maggio dello stesso anno e che adotta come colore sociale il verde, quello della speranza.
La squadra inizia presto a confrontarsi con le altre realtà cittadine: il primo incontro disputato, in terza categoria, risale al 3 febbraio 1907 ed è contro il Football Club Cruz Negra; è invece del primo dicembre successivo la storica prima gara col Grupo Sport Lisboa, che sarebbe diventato di lì a poco il Benfica; intanto Fernando de Castelo Branco (Pombeiro) autorizza il club ad usare il leone rampante nel simbolo, e l'identità si rafforza quando vengono adottati per le maglie i colori bianco e verde, uno su ciascuna metà. In campo esordisce invece Francisco Stromp, che sarà a lungo un punto di riferimento, mentre il 1918 è segnato dalla morte del giovane José Alvalade: in suo onore viene deciso nello statuto che lo stadio porterà sempre il suo nome.
Lo Sporting aveva intanto già iniziato a giocare nel Campionato di Lisbona, perché in Portogallo non esisteva ancora un torneo nazionale: alla fine saranno 18 i titoli in questa manifestazione. Nel 1919 si verifica anche uno storico risultato col Porto, che viene sconfitto per 11-1; sempre in questo periodo nasce il Campeonato de Portugal, una sorta di coppa che assegnava comunque un titolo nazionale. Qui il 24 giugno 1923 i bianco-verdi ottengono a Faro il primo successo, sconfiggendo 3-0 l'Académica: in rosa figurano tra gli altri Torres Pereira, Jaime Gonçalves, Francisco Stromp, Joaquim Ferreira, Cipriano Santos, Jorge Vieira ed Henrique Portela. Un altro anno emblematico è il 1928, che segna il passaggio alla tradizionale maglia a strisce orizzontali: questa viene indossata per la prima volta durante una tournée Brasile, prendendola in prestito della sezione di rugby. Il cambiamento definitivo avviene tuttavia solo nell'ottobre successivo, nell'intervallo di una partita col Benfica: i giocatori decidono infatti rientrare in campo con le strisce orizzontali, che vengono mantenute in quanto l'incontro finisce con la vittoria.
La squadra ottiene in totale 4 successi in questa competizione, ma intanto nel 1934 nasce l'attuale massimo campionato portoghese. Lo Sporting è subito secondo, e nel 1937 ingaggia Fernando Peyroteo, che diventa subito capocannoniere: lo sarà per sei volte in carriera, oltre ad essere, ad oggi, il miglior marcatore assoluto del campionato. Il 1941 segna la vittoria del primo titolo e della prima Coppa, che vengono vinti di nuovo rispettivamente nel 1944 e nel 1945. i bianco-verdi diventano la squadra più titolata del Portogallo (8 titoli) vincendo lo scudetto nel 1953; in particolare tra il 1947 ed il 1954 conquistano 7 titoli su 8, oltre a 3 Coppe. Impressionanti sono i numeri realizzati nel campionato 1946-1947: 123 gol segnati, di cui 43 dal solo Peyroteo. Questo giocatore forma, insieme a Jesus Correia, Manuel Vasques, José Travassos e Albano Pereira, il gruppo dei famosi cinque violini, nome collettivo con cui vengono designati i principali artefici dei successi di questo periodo.

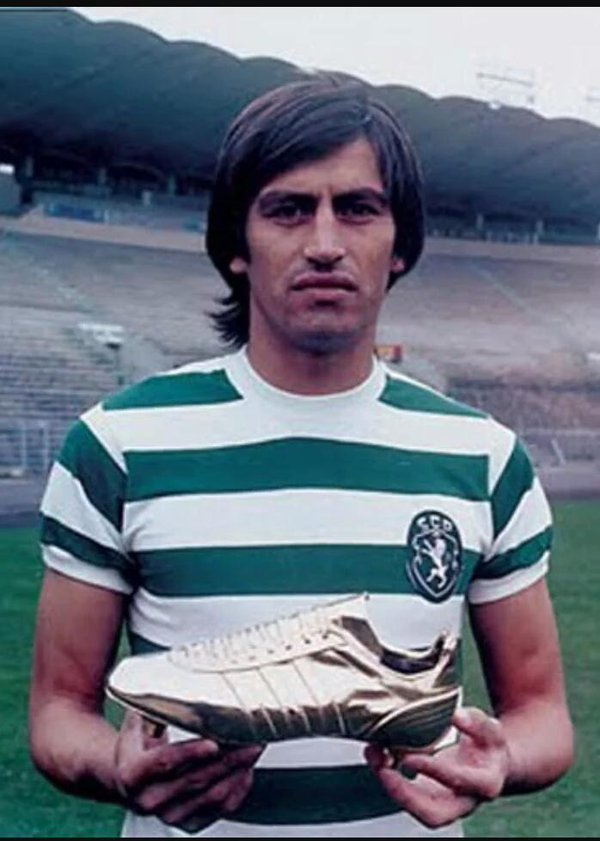
Héctor Yazalde con la Scarpa d'oro 1974.

Intanto nascono le competizioni confederali, e nel 1955 lo Sporting esordisce, pur non avendo vinto lo scudetto, nella prima edizione di Coppa dei Campioni: esce però subito col Partizan. Va però decisamente meglio nella Coppa delle Coppe 1963-1964: i portoghesi, allenati da Anselmo Fernández, eliminano l'Atalanta nel primo turno, poi si sbarazzano facilmente dell'APOEL: la vittoria casalinga per 16-1 è infatti ancora la migliore in assoluto, e sono record anche i sei gol messi a segno in questa gara dal capocannoniere Mascarenhas. Dopo aver sconfitto anche il Manchester Utd con un roboante 5-0 casalingo, che poneva rimedio al 4-1 patito in Inghilterra ed aver battuto in semifinale l'Olympique Lione, viene così il momento di giocare la finale: l'avversario è l'MTK Budapest, che viene battuto 1-0 nella ripetizione di Anversa grazie al gol di João Morais, segnato direttamente da calcio d'angolo. Questa competizione, l'unica vinta da un club lusitano, viene giocata nel primo Stadio José Alvalade, che era stato inaugurato nel 1956. Poco tempo dopo si gioca invece il campionato del mondo 1966, e la "colonia" di giocatori della Nazionale che torna a casa con un buon terzo posto è la più numerosa. Ne fanno parte Joaquim Carvalho, Fernando Peres, Ernesto Figueiredo, João Lourenço, Hilário, João Morais, Alexandre Baptista e José Carlos.
La squadra apre gli anni 1970 con la vittoria del tredicesimo titolo, che viene seguito l'anno successivo dalla settima Coppa: qui la vittoria per 21-0 contro i capoverdiani del Mindelense rappresenta un nuovo record. Viene poi ingaggiato Héctor Yazalde, che è per due volte il miglior marcatore in campionato; nella prima di queste vince la Scarpa d'oro 1974 grazie ai 46 gol segnati. In quella stessa stagione lo Sporting ottiene un altro double ed arriva inoltre alle semifinali di Coppa delle Coppe: a passare sono tuttavia i futuri campioni del Magdeburgo. In seguito il club, che può contare anche su Vítor Damas, Rui Jordão e Manuel José Tavares Fernandes, vince altri due titoli nel 1980 e nel 1982 (nuovo double) arrivando così a sedici. Questo numero non cambierà però fino alla fine del millennio; vengono comunque conquistate tre Supercoppe e alla dodicesima Coppa, vinta nel 1995. Da segnalare anche un buon risultato nella Coppa UEFA 1990-1991, quando c'è in campo anche Oceano: qui i lusitani, dopo aver eliminato anche il Bologna nei quarti, arrivano in semifinale: è tuttavia l'Inter a passare il turno e a vincere successivamente il trofeo.

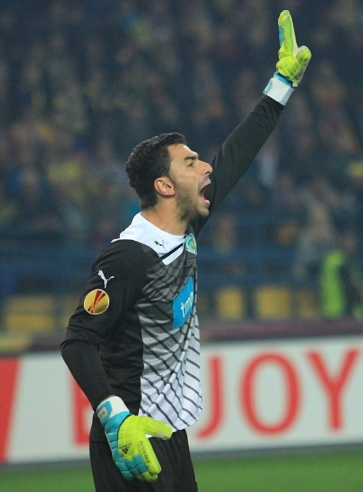
Rui Patrício nel 2012.

Il diciassettesimo titolo arriva infatti nel 2000, in una stagione che comincia brevemente con Giuseppe Materazzi in panchina ma che termina con Augusto Inácio. Nuovo successo nel 2002, quando arriva anche la tredicesima Coppa: protagonista assoluto è Jardel, che vince la Scarpa d'oro 2002 grazie alle 42 reti segnate. Nella stagione successiva c'è da segnalare la presenza in rosa del giovane Cristiano Ronaldo, alla sua prima da professionista nonché unica in patria. Intanto viene inaugurato l'attuale stadio, che è stato costruito per l'imminente campionato d'Europa 2004. Questo ospita anche la finale della Coppa UEFA 2004-2005, e una delle due squadre in campo è proprio lo Sporting; sono tuttavia i russi del CSKA Mosca a sollevare il trofeo dopo la vittoria per 3-1.
Il club vince due Coppe e due Supercoppe negli anni che vanno dal 2007 al 2009, quando c'è anche Liédson, inoltre riesce per la prima volta a superare la fase a gruppi nell'edizione 2008-2009 della Champions League: però, dopo aver concluso il girone un solo punto dietro al Barcellona futuro campione, i portoghesi trovano il Bayern Monaco negli ottavi, e il 12-1 subito tra andata e ritorno costituisce un record negativo assoluto.
Un altro buon risultato internazionale avviene comunque nella UEFA Europa League 2011-2012: qui, dopo aver vinto un gruppo contenente anche la Lazio, vengono raggiunte le semifinali: è però l'Athletic Bilbao ad andare avanti. Nel 2015 arriva invece la sedicesima Coppa, seguita dall'ottava Supercoppa, mentre nel 2016 c'è gloria per Rui Patrício, João Mário, William Carvalho e Adrien Silva con la maglia della Nazionale: il Portogallo vince il titolo europeo, inoltre il portiere viene eletto miglior giocatore della competizione.
Lo Sporting conquista poi due Taça da Liga, nel 2018 e nel 2019; in quest'ultimo anno conquista anche la diciassettesima Coppa.
Al termine della stagione 2020-2021 riconquista dopo 19 anni il titolo nazionale con due giornate di anticipo e una sola sconfitta in tutta il campionato.
Lo Sporting in Champions viene sorteggiato con Ajax, Borussia Dortmund e Besiktas, e dopo un inizio traballante, un 5-1 patito contro gli olandesi e un 1-0 in Germania, passano il turno con un turno d'anticipo battendo due volte il Besiktas e poi a sorpresa 3-1 il Dortmund.
Nelle stagioni 2023-2024 e 2024-2025 vince per due stagioni consecutive il campionato, entrambe le volte arrivando davanti i concittadini del Benfica.

## Colori e simboli

### Colori
Inizialmente le divise presentavano due sezioni verticali di colore verde e bianco, situate in corrispondenza del petto, con l'emblema del leone sul lato sinistro, quindi nella porzione. Oggi questa è la seconda maglia, alternativa a quella a strisce orizzontali verdi e bianche. I calzoncini, all'inizio bianchi, sono di colore nero dal 1915.

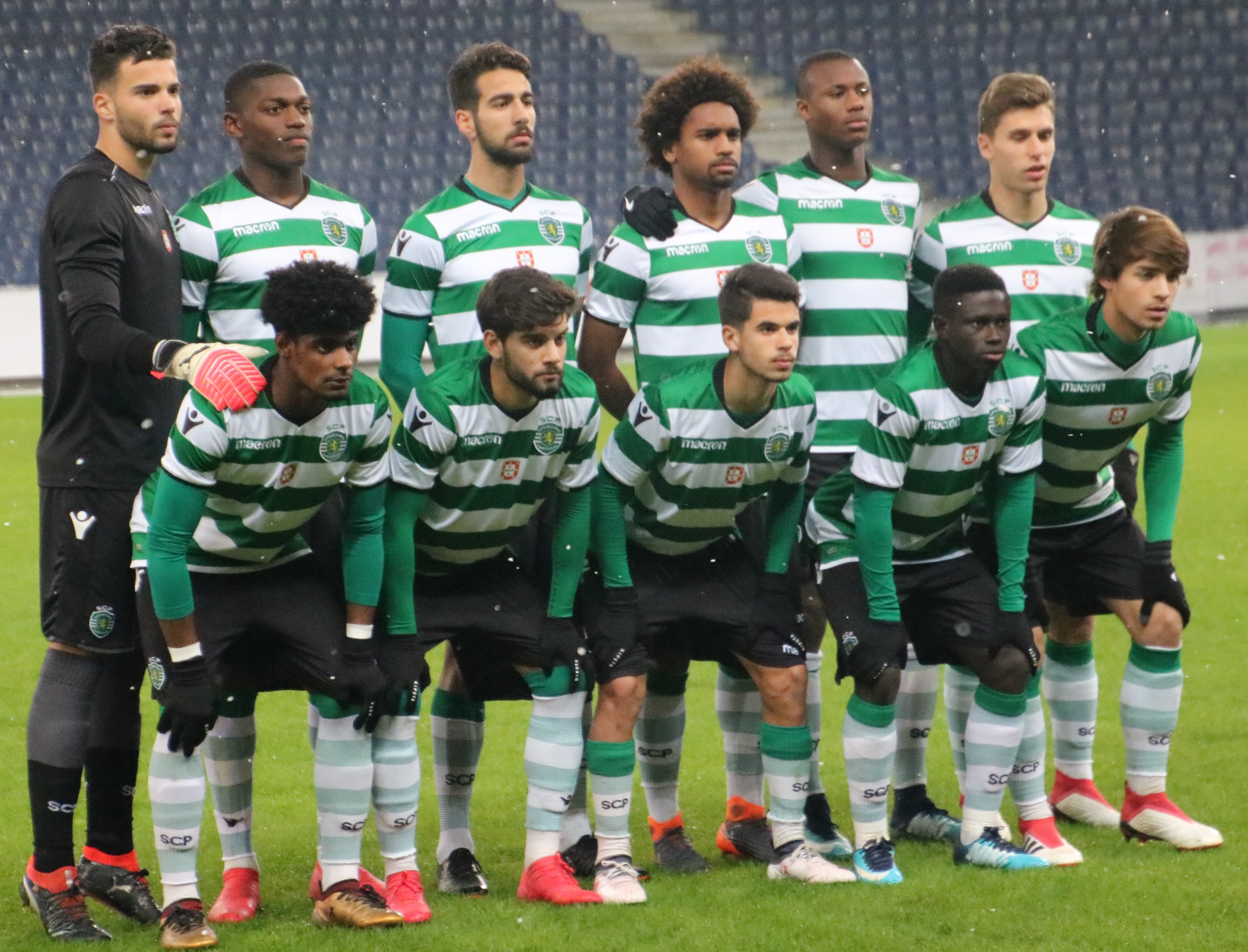
Una formazione con la classica divisa a strisce bianche e verdi orizzontali (2018)

| Manica sinistra · Maglietta · Manica destra · Pantaloncini · Pantaloncini · Calzettoni |
| 1902–1906                                                                              |

| Manica sinistra · Maglietta · Maglietta · Manica destra · Pantaloncini · Pantaloncini · Calzettoni · Calzettoni |
| 1908 |

| Manica sinistra · Maglietta · Maglietta · Manica destra · Pantaloncini · Calzettoni · Calzettoni |
| 1915                                                                                             |

| Manica sinistra · Manica sinistra · Maglietta · Maglietta · Manica destra · Manica destra · Pantaloncini · Calzettoni · Calzettoni |
| 1928 |

| Manica sinistra · Maglietta · Maglietta · Manica destra · Pantaloncini · Calzettoni · Calzettoni |
| onoraria 1928                                                                                    |

### Simboli ufficiali

#### Stemma
Nonostante l'attuale emblema, che raffigura un leone rampante bianco su fondo verde, sia stato adottato ufficialmente nel 1930, sia i colori sia il simbolo cominciarono a essere usati con regolarità già dalla fondazione del club. Il simbolo, che era quello del Conte Don Fernando de Castelo Branco, fu scelto perché bianco, colore che identificava al meglio "le chiare, decise intenzioni piene di speranza dei fondatori" del club. L'uso del verde si deve al Visconte de Alvalade, che volle in quel modo esprimere le aspettative riposte nella nuova squadra speranza.
Nel 1920 l'emblema passò a contenere il leone rampante nel gagliardetto, insieme alla scritta SCP dentro una corona. Sarebbe stato questo il simbolo destinato a durare nei decenni a venire. Nel 2001 lo Sporting attuò un restyling del logotipo societario, più stilizzato e ringiovanito. Il nuovo simbolo, tuttavia, è coerente con il passato del club, perché presenta, rispetto al precedente, solo tre strisce orizzontali bianche (riferimento alla maglia della squadra) e le parole Sporting e Portugal, questa volta scritte per esteso. Al leone, più stilizzato, è conferito maggiore impatto visivo dal colore dorato. Sulla corona rimane la quasi secolare sigla SCP.
Nel 2005 lo Sporting presentò un emblema ufficiale appositamente designato per commemorare il proprio centenario. Il nuovo simbolo e il leone dell'attuale emblema furono inseriti in un nuovo campo verde diviso in due, in cui comparivano le date 1906 e 2006 e la scritta Sporting 100.
Il motto dello Sporting Clube de Portugal è: "Esforço, Dedicação, Devoção e Glória!" ("Sforzo, dedizione, devozione e gloria!").

## Strutture

### Stadio

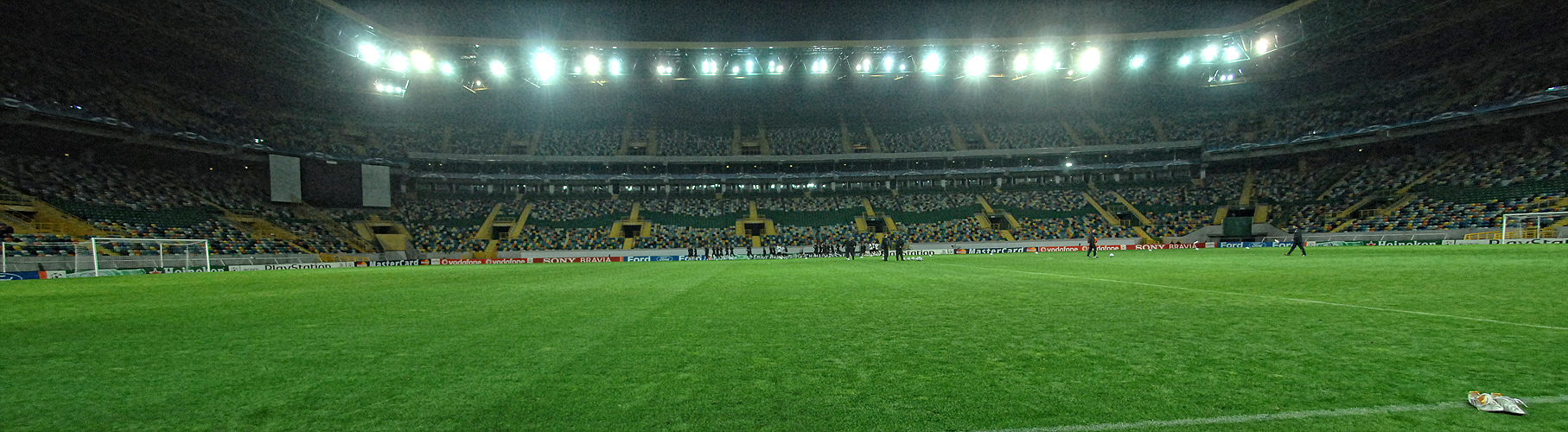
Panoramica dello Stadio José Alvalade.

Dal 6 agosto 2003 lo Sporting disputa le sue partite casalinghe nello Stadio José Alvalade, che può contenere 50.095 spettatori. Fa parte di un complesso denominato Alvalade XXI ed è stato progettato dall'architetto Tomás Taveira ed infine intitolato al fondatore del club. Nella sua storia ha ospitato 5 gare del campionato d'Europa 2004 (tra le quali la semifinale che ha visto i padroni di casa sconfiggere i Paesi Bassi), oltre alla finale della Coppa UEFA 2004-2005: in questa occasione lo Sporting è stato però sconfitto dal CSKA Mosca. È raggiungibile con la fermata Campo Grande, che si trova sia sulla linea gialla che sulla verde della metropolitana di Lisbona.
Il primo terreno di gioco del club è stato però, dall'8 maggio 1906 lo Sítio das Mouras, poi si passò al Estância de Madeira; questo fino al 1º aprile 1917 quando ci si trasferì al Campo Grande ed in seguito nello Stadium de Lisboa. Nel 1956 venne infine inaugurato lo stadio omonimo dell'attuale: capace di ospitare 75.200 persone venne demolito con l'entrata in funzione del nuovo impianto.

### Arena

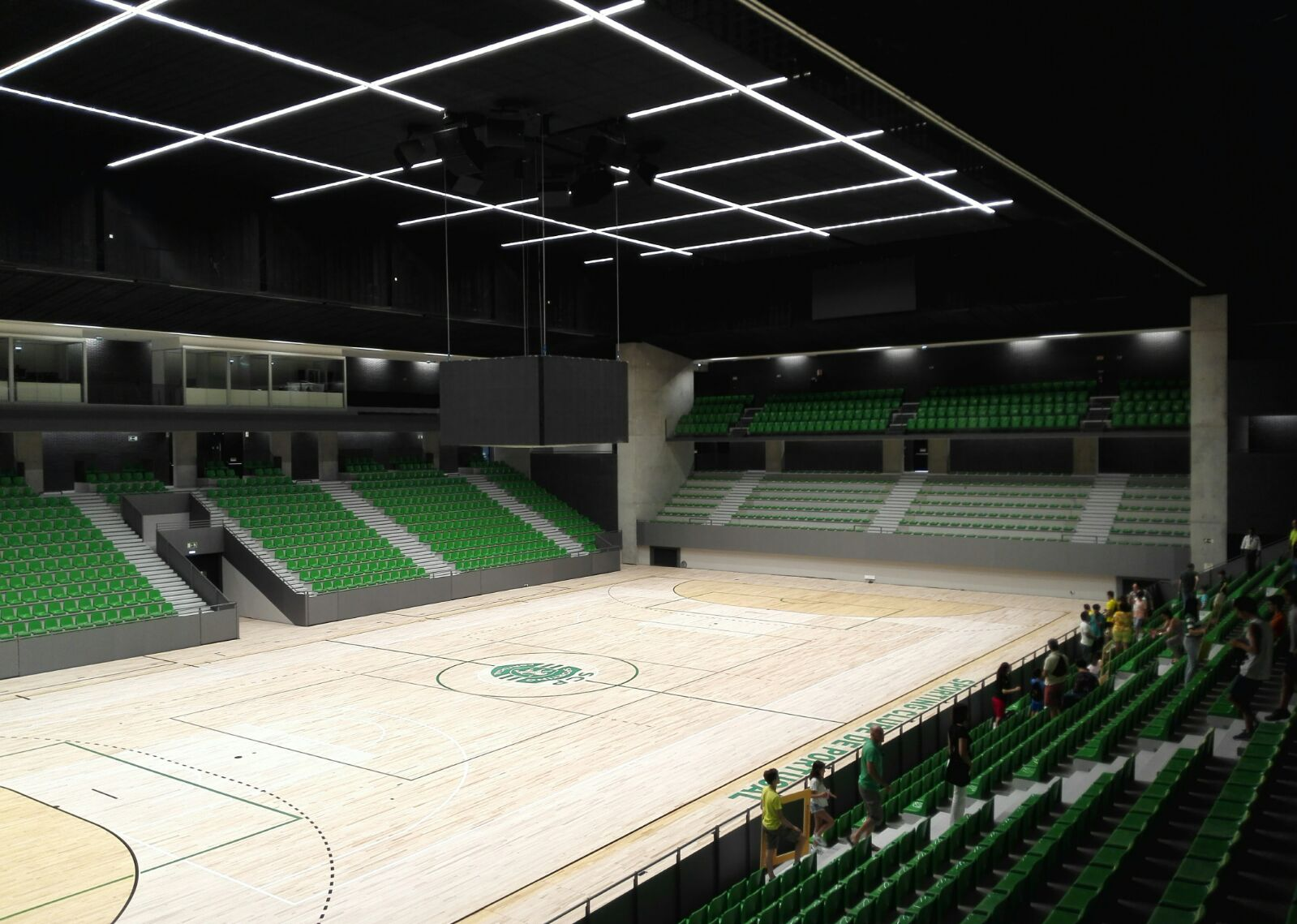
Interno del Pavilhão João Rocha.

Il Pavilhão João Rocha è un palazzetto dello sport della città di Lisbona in Portogallo, di proprietà dello Sporting Clube de Portugal ospita le gare casalinghe delle sezioni di calcio a 5, hockey su pista, pallacanestro, pallamano e pallavolo della polisportiva. Ha una capienza di 3.000 posti.

## Società

### Altre sezioni
Nell'hockey, lo Sporting vinse tra il 1965 e il 1990 una Coppa dei Campioni, tre Coppe delle Coppe e una Cers Cup. La vittoriosa sezione hockey era condotta all'epoca dall'allenatore Torcato Ferreira e comprendeva giocatori del calibro di António Ramalhete, Vítor Chana, Júlio Rendeiro, João Sobrinho e António Livramento.
Lo Sporting continuò a conseguire successi anche nell'atletica, con Carlos Lopes vincitore di tre campionati mondiali di cross country e vincitore di un oro e di un argento olimpico. Il vincitore della maratona alle Olimpiadi del 1984 apparteneva allo Sporting. Fernando Mamede, dello Sporting, divenne il detentore mondiale del record dei 10 000 metres, record che resistette per cinque anni a livello mondiale e quindici anni a livello europeo. Lo Sporting ha vinto finora 14 Coppe dei Campioni europee e 46 titoli nazionali nel cross country, 43 titoli nazionali in tutti gli eventi maschili messi insieme e 37 titoli nazionali femminili nel track.
Nel 2000 la squadra di atletica dello Sporting vinse nella Coppa dei Campioni d'Europa nel track, rendendo il Portogallo l'unica squadra a sconfiggere la Russia. Atleti del calibro di Carlos Lopes, i fratelli Castro, Fernando Mamede, vincitori di medaglie mondiali e detentori di record, Rui Silva, Naide Gomes, Francis Obikwelu (argento ad Atene 2004), Yuri Bilonog e Ionela Târlea sono tutti atleti appartenenti allo Sporting.
Nella pallamano lo Sporting vinse cinque campionati di fila tra il 1968/69 e il 1972/73, record ancora imbattuto in Portogallo.

## Allenatori e presidenti
Di seguito è riportata la lista degli allenatori che si sono succeduti alla guida del club nella sua storia.
- 1939-1940  Jenő Konrád
- 1945-1946  Cândido de Oliveira
- 1947-1949  Cândido de Oliveira
- 1955-1956  Alejandro Scopelli
- 1957-1959  Enrique Fernández
- 1959-1960  Fernando Vaz,  Antonio Imbelloni (1 lug.-31 dic.)
 Antonio Imbelloni (1 gen.- 30 giu.)
- 1961-1962  Juca,  Otto Glória (1 lug.-31 dic.)
 Juca (1 gen.- 30 giu.)
- 1962-1963  Juca,  Anselmo Fernández
- 1963-1964  Anselmo Fernández
- 1964-1965  Juca
- 1965-1966  Juca (1 lug.-31 ago.)
 Otto Glória (1 set.- 30 giu.)
- 1967-1969  Fernando Caiado
- 1969-1971  Fernando Vaz
- 1971-1974  Mário Lino
- 1974-1975  Fernando Riera,  Alfredo Di Stéfano (1 lug.-31 dic.)
 Fernando Riera (1 gen.- 30 giu.)
- 1975-1976  Juca
- 1976-1977  Jimmy Hagan
- 1977-1978  Paulo Emílio
- 1978-1979  Milorad Pavić
- 1979-1981  Fernando Mendes
- 1981-1982  Malcolm Allison
- 1982-1983  António Oliveira
- 1983-1984  Jozef Vengloš
- 1984-1985  John Toshack,  Pedro Gomes
- 1985-1987  Manuel José
- 1987-1988  Keith Burkinshaw (1 lug.-11 ott.)
 Manuel Cajuda,  Keith Burkinshaw (11 ott.- 31 gen.)
 Manuel Cajuda (1 feb.- 30 giu.)
- 1988-1989  Pedro Rocha (1 lug.-18 feb.)
 Vítor Damas (19 feb.- 12 mar.)
 Manuel José (13 mar.- 30 giu.)
- 1989-1990  Manuel José (1 lug.-10 dic.)
 Vítor Damas (11 dic.- 23 dic.)
 Raul Águas (24 dic.- 30 giu.)
- 1990-1991  Marinho Peres
- 1991-1992  Marinho Peres (1 lug.-8 mar.)
 António Dominguez (9 mar.- 30 giu.)
- 1992-1993  Bobby Robson
- 1993-1994  Bobby Robson (1 lug.-6 dic.)
 Carlos Queiroz (7 dic.- 30 giu.)
- 1994-1995  Carlos Queiroz
- 1995-1996  Carlos Queiroz (1 lug.-24 feb.)
 Fernando Mendes (25 feb.- 30 giu.)
- 1996-1997  Robert Waseige (1 lug.-31 dic.)
 Octávio Machado (1 gen.- 30 giu.)
- 1997-1998  Octávio Machado (1 lug.-31 ott.)
 Francisco Vital (1 nov.- 6 dic.)
 Vicente Cantatore (1 gen.- 30 giu.)
 Carlos Manuel (5 gen.- 30 giu.)
- 1998-1999  Mirko Jozić
- 1999-2000  Giuseppe Materazzi (1 lug.-25 set.)
 Augusto Inácio (26 set.- 30 giu.)
- 2000-2001  Augusto Inácio (1 lug.-3 dic.)
 Fernando Mendes (4 dic.-21 gen.)
 Manuel Fernandes (22 gen.- 30 giu.)
- 2001-2003  László Bölöni
- 2003-2004  Fernando Santos
- 2004-2005  José Peseiro
- 2005-2009  Paulo Bento
- 2009-2010  Paulo Bento (1 lug.-6 nov.)
 Leonel Pontes (7 nov.- 15 nov.)
 Carlos Carvalhal (16 nov.- 30 giu.)
- 2010-2011  Paulo Sérgio
- 2011-2012  Domingos Paciência (1 lug.-13 feb.)
 Ricardo Sá Pinto (14 feb.- 30 giu.)
- 2012-2013  Ricardo Sá Pinto (1 lug.-6 ott.)
 Oceano (7 ott.- 23 ott.)
 Franky Vercauteren (24 ott.- 6 gen.)
 Jesualdo Ferreira (7 gen.- 30 giu.)
- 2013-2014  Leonardo Jardim
- 2014-2015  Marco Silva
- 2015-2017  Jorge Jesus
- 2017-2018  Jorge Jesus (1 lug.-6 giu.)
 Siniša Mihajlović (18 giu.- 30 giu.)
- 2018-2019  José Peseiro (1 lug.-1 nov.)
 Tiago Fernandes (1 nov.- 11 nov.)
 Marcel Keizer (12 nov.- 30 giu.)
- 2019-2020  Marcel Keizer (1 lug.-3 set.)
 Leonel Pontes (4 set.- 26 set.)
 Silas (27 set.-4 mar.)
 Rúben Amorim (5 mar.-30 giu.)
- 2020-2024  Rúben Amorim
- 2024-2025  Rúben Amorim (1 lug.- 10 nov.)
 João Pereira (11 nov.-26 dic.)
 Rui Borges (26 dic.-in carica)

Di seguito è riportata la lista dei presidenti che si sono succeduti alla dirigenza del club nella sua storia.
- Alfredo Augusto das Neves Holtreman (Visconde de Alvalade) 1906-1910
- Luís Caetano Pereira 1910
- José Holtreman Roquette (José Alvalade) 1910-1916
- Daniel Queirós dos Santos (1916-1918)
- António Nunes Soares Júnior (1918-20/1921-22/1927-28)
- Mário de Lemos Pistacchini (1920-1921)
- Júlio Barreiros Cardoso Araújo (1922-23/1924-25)
- Pedro Sanches Navarro (1923-1924)
- José Salazar Carreira (1925-1927)
- Joaquim Guerreiro de Oliveira Duarte (1928-29/1932-42)
- Eduardo Mário Costa 1929
- Álvaro José de Sousa (1929-1931)
- Ricardo Manekaz (1931-1932)
- Álvaro Luís Retamoza Dias (1932)
- Augusto Amado de Aguilar (1942-1943)
- Alberto da Cunha e Silva (1943-1944)
- Augusto Fernando Barreira de Campos (1944-1946)
- António José Ribeiro Ferreira (1946-1953)
- Carlos Cecílio Góis Mota (1953-1956)
- Francisco de Casal-Ribeiro (1956-1959)
- Guilherme B. Brás Medeiros (1959-61) (1965-73)
- Gaudêncio L. da Silva Costa (1961-1962)
- Comodoro Joel Azevedo da Silva Pascoal (1962-1963)
- Brigadeiro Horácio de Sá Viana Rebelo (1963-1964)
- Gen. Martiniano A. Piarra Homem de Figueiredo (1964-1965)
- Manuel Henrique Nazareth (1973)
- João dos Anjos Rocha (1973-1986)
- Amado de Freitas (1986-1988)
- Jorge Gonçalves (1988-1989)
- José de Sousa Cintra (1989-1995)
- Pedro Santana Lopes (1995-1996)
- José Alfredo Parreira Holtreman Roquette (1996-2000)
- António Augusto Serra Campos Dias da Cunha (2000-2005)
- Filipe Soares Franco (2005-2009)
- José Bettencourt (2009-2011)
- Godinho Lopes (2011-2013)
- Bruno de Carvalho (2013-2018)
- Frederico Varandas (2018-in carica)

## Calciatori

### Vincitori di titoli
Campioni d'Europa
Di seguito l'elenco dei giocatori che hanno vinto il campionato europeo di calcio durante il periodo di militanza nello Sporting CP:
- Rui Patrício  (Francia 2016)
- William Carvalho  (Francia 2016)
- João Mário  (Francia 2016)
- Adrien Silva  (Francia 2016)

Campioni d'Africa
Di seguito l'elenco dei giocatori che hanno vinto la Coppa delle nazioni africane durante il periodo di militanza nello Sporting CP:
- Ousmane Diomande  (Costa d'Avorio 2023)

Vincitori della UEFA Nations League
- Rui Silva  (2024-2025)
- Gonçalo Inácio  (2024-2025)
- Pedro Gonçalves  (2024-2025)
- Francisco Trincão  (2024-2025)

## Palmarès

### Competizioni nazionali
- Campionato portoghese: 21

1940-1941, 1943-1944, 1946-1947, 1947-1948, 1948-1949, 1950-1951, 1951-1952, 1952-1953, 1953-1954, 1957-1958, 1961-1962, 1965-1966, 1969-1970, 1973-1974, 1979-1980, 1981-1982, 1999-2000, 2001-2002, 2020-2021, 2023-2024, 2024-2025
- Coppa del Portogallo: 18

1940-1941, 1944-1945, 1945-1946, 1947-1948, 1953-1954, 1962-1963, 1970-1971, 1972-1973, 1973-1974, 1977-1978, 1981-1982, 1994-1995, 2001-2002, 2006-2007, 2007-2008, 2014-2015, 2018-2019, 2024-2025
- Coppa di Lega portoghese: 4

2017-2018, 2018-2019, 2020-2021, 2021-2022
- Supercoppa di Portogallo: 9

1944 (non ufficiale), 1982, 1987, 1995, 2000, 2002, 2007, 2008, 2015, 2021
- Campeonato de Portugal: 4

1923, 1934, 1936, 1938

### Competizioni internazionali
- Coppa delle Coppe: 1  (record portoghese)

1963-1964
- Coppa Intertoto: 1

1968

## Statistiche e record

### Partecipazione ai campionati e ai tornei internazionali

#### Campionati nazionali
Dalla stagione 1934-1935 alla 2024-2025 il club ha ottenuto le seguenti partecipazioni ai campionati nazionali:
| Livello | Categoria                                                     | Partecipazioni | Debutto   | Ultima stagione | Totale |
| ------- | ------------------------------------------------------------- | -------------- | --------- | --------------- | ------ |
| 1º      | Primeira Liga Experimental / Primeira Divisão / Primeira Liga | 91             | 1934-1935 | 2024-2025       | 91     |

#### Tornei internazionali
Alla stagione 2024-2025 il club ha ottenuto le seguenti partecipazioni ai tornei internazionali:
| Categoria                                | Partecipazioni | Debutto   | Ultima stagione |
| ---------------------------------------- | -------------- | --------- | --------------- |
| Coppa dei Campioni/UEFA Champions League | 24             | 1955-1956 | 2024-2025       |
| Coppa delle Coppe                        | 8              | 1963-1964 | 1995-1996       |
| Coppa UEFA/UEFA Europa League            | 35             | 1975-1976 | 2023-2024       |

### Statistiche individuali
Il giocatore con più presenze nelle competizioni europee è Rui Patrício a quota 93, mentre il miglior marcatore è Liédson con 25 gol.

### Statistiche di squadra
A livello internazionale la miglior vittoria è per 16-1, ottenuta contro l'APOEL nel secondo turno della Coppa delle Coppe 1963-1964, mentre la peggior sconfitta è il 7-1 subito contro il Bayern Monaco negli ottavi della UEFA Champions League 2008-2009. Da notare che la partita con i ciprioti rappresenta ancora oggi la miglior vittoria in assoluto nelle competizioni europee, mentre, di contro, nel doppio confronto coi tedeschi i lusitani subiscono complessivamente la sconfitta con maggior scarto nel punteggio complessivo di andata e ritorno per quanto riguarda la sola Champions League, 12-1.
Altri record:
- Miglior goleada in campionato: Sporting 14 - 0 Leça FC, 1941/42
- Miglior goleada nella coppa portoghese: Sporting 21 - 0 Clube Sportivo Mindelense, 1/8 di Finale, 1970/71
- Miglior goleada nella supercoppa portoghese: Sporting 6 - 1 SC Braga, 1982
- Maggior numero di gol segnati in un campionato: 123
- Maggior numero di gol segnati in un campionato da un giocatore: 46, Yazalde 1973/74
- Maggior numero di gol segnati da un giocatore in una partita: 9, Peyroteo 1941/42

## Organico

### Rosa 2025-2026
| N. |                        | Ruolo | Calciatore           |
| -- | ---------------------- | ----- | -------------------- |
| 1  | Portogallo (bandiera)  | P     | Rui Silva            |
| 2  | Brasile (bandiera)     | D     | Matheus Reis         |
| 3  | Paesi Bassi (bandiera) | D     | Jerry St. Juste      |
| 5  | Giappone (bandiera)    | C     | Hidemasa Morita      |
| 6  | Belgio (bandiera)      | D     | Zeno Debast          |
| 7  | Portogallo (bandiera)  | A     | Geovany Quenda       |
| 8  | Portogallo (bandiera)  | C     | Pedro Gonçalves      |
| 9  | Danimarca (bandiera)   | A     | Conrad Harder        |
| 10 | Mozambico (bandiera)   | A     | Geny Catamo          |
| 11 | Portogallo (bandiera)  | A     | Nuno Santos          |
| 12 | Portogallo (bandiera)  | P     | João Virgínia        |
| 13 | Grecia (bandiera)      | D     | Geōrgios Vagiannidīs |
| 14 | Georgia (bandiera)     | C     | Giorgi Kochorashvili |
| 17 | Portogallo (bandiera)  | A     | Francisco Trincão    |
| 19 | Portogallo (bandiera)  | D     | Diogo Travassos      |
| 20 | Uruguay (bandiera)     | A     | Maximiliano Araújo   |

| N. |                           | Ruolo | Calciatore                      |
| -- | ------------------------- | ----- | ------------------------------- |
| 22 | Spagna (bandiera)         | D     | Iván Fresneda                   |
| 23 | Portogallo (bandiera)     | C     | Daniel Bragança (vice capitano) |
| 25 | Portogallo (bandiera)     | D     | Gonçalo Inácio                  |
| 26 | Costa d'Avorio (bandiera) | D     | Ousmane Diomande                |
| 27 | Brasile (bandiera)        | A     | Alisson Santos                  |
| 28 | Portogallo (bandiera)     | A     | Rodrigo Ribeiro                 |
| 41 | Portogallo (bandiera)     | P     | Diego Callai                    |
| 42 | Danimarca (bandiera)      | C     | Morten Hjulmand (capitano)      |
| 43 | Portogallo (bandiera)     | D     | João Muniz                      |
| 47 | Portogallo (bandiera)     | D     | Ricardo Esgaio                  |
| 52 | Portogallo (bandiera)     | C     | João Simões                     |
| 72 | Portogallo (bandiera)     | D     | Eduardo Quaresma                |
| 73 | Portogallo (bandiera)     | D     | Eduardo Felicíssimo             |
| 86 | Portogallo (bandiera)     | A     | Rafael Nel                      |
| 91 | Portogallo (bandiera)     | D     | Ricardo Mangas                  |
| 97 | Colombia (bandiera)       | A     | Luis Suárez                     |

### Staff tecnico
- Allenatore:  Rui Borges
- Vice allenatore:  Luís Neto
- Vice allenatore:  Ricardo Chaves
- Vice allenatore:  Tiago Aguiar
- Allenatore dei portieri:  Hugo Tecelão
- Assistente preparatore dei portieri:  Tiago Ferreira
- Preparatore atletico:  Gonçalo Álvaro